# Zhoř, Písek
Zhoř là một làng thuộc huyện Písek, vùng Jihočeský, Cộng hòa Séc.